# Triptykon (eksperimentalfilm)
|  | Denne artikel er oprettet af botten Steenthbot ud fra en ekstern database. Den kan derfor have sproglige fejl eller mangler. Denne skabelon kan fjernes efter kontrol af indholdet. |

Triptykon er en dansk eksperimentalfilm fra 1989 instrueret af Mette Strømfeldt efter eget manuskript.

## Handling
Triptykon handler om, hvordan det er at være pige og samtidig forsøge at komme til orde. Hvad indebærer det, at man er noget, der traditionelt er blevet brugt som blikfang, hvis man selv vil fortælle i billeder? Pigen i denne video er ikke kun fange i mænds og andre kvinders blikke. Hun er også fange i sit eget, fordi hun er så optaget af, hvordan hun 'ser ud'.